# Долгое озеро (Сланцевский район)
До́лгое — озеро в Сланцевском районе Ленинградской области России.
Озеро имеет форму вытянутого (при длине 10,5 км, наибольшая ширина озера составляет 0,9 км, а средняя — 0,4 км) глубокого (наибольшая глубина — 33,0 м, а средняя — 12,7 м) водоёма с пологими, местами возвышенными берегами (длина береговой линии — 21,1 км). Площадь водного зеркала озера — 4,5 км², объём — 0,0571 км³. Площадь водосборного бассейна — 188 км². Высота над уровнем моря — 59,5 м.
Через озеро протекает река Долгая (приток Луги), впадает 8 ручьёв (Каменный, Мшистый, Пуков и другие).
Близ озера находятся деревни: Заручье, Нарница, Китково, Сорокино, Столбово, Растило, Филёво, Жилино, Изборовье. В деревне Заручье находится Доложский погост с церковью Успения Пресвятой Богородицы.
В водах озера на рыбной ферме разводится пресноводная форма лососей — радужная форель (микижа). Первые мальки были запущены сюда 1 июня 2008 года.
Впервые упоминается в писцовой книге 1497/98 года, в названии деревни Конец Долгово озера при описании Сумерского погоста Шелонской пятины Новгородской земли.

## Данные водного реестра
По данным государственного водного реестра России озеро относится к Балтийскому бассейновому округу, водохозяйственный участок — река Луга от в/п Толмачево до устья, речной подбассейн отсутствует. Относится к речному бассейну реки Нарва (российская часть бассейна). Площадь озера в водном реестре определена как 4,5 км², площадь водосборного бассейна 192 км².
По данным геоинформационной системы водохозяйственного районирования территории РФ, подготовленной Федеральным агентством водных ресурсов:
- Код водного объекта в государственном водном реестре — 01030000611102000024968
- Код по гидрологической изученности (ГИ) — 202002496
- Код бассейна — 01.03.00.006
- Номер тома по ГИ — 2
- Выпуск по ГИ — 0[5]